# 灰腹鼠
灰腹鼠（学名：Niviventer eha）为鼠科白腹鼠属的动物，是中国的特有物种。分布于西藏、贵州、云南等地，一般生活于热带、亚热带丛林。该物种的模式产地在锡金。

## 亚种
- 灰腹鼠指名亚种（学名：Niviventer eha eha），Wroughton于1916年命名。在中国大陆，分布于西藏（南缘）等地。该物种的模式产地在锡金。[2]
- 灰腹鼠云南亚种（学名：Niviventer eha ninus），Thomas于1922年命名。在中国大陆，分布于贵州、云南等地。该物种的模式产地在云南贡山县附近。[3]